# Grüße von der Heimatfront
Grüße von der Heimatfront ist ein Dokumentarfilm von Hannelore Conradsen und Dieter Köster aus dem Jahre 2006. In Form des kontrastierenden Nebeneinanders werden Ereignisse, persönliche Begebenheiten, Arbeits- und Privatszenen organisch zu einem Ganzen einbezogen und miteinander verflochten.

## Handlung
Der Film zeigt Deutschland im Sommer 2006 aus subjektiver Perspektive: „Die glücklichsten Menschen auf Erden! Die Jungen oft alleine gelassen oder zu früh in den Erwachsenenkorsetten erdrückt? Die Eltern: eine abgedankte Generation. Verbraucht, unsichtbar oft, ausgeknipst? Meinen die etwa uns?!“ Psychologen beschreiben das Glück als Zustand wohliger Selbstvergessenheit. „Wie in einem warmen Bad treibt das Ich im Fluss der Zeit, animiert von seiner Gegenwart, unbesorgt um das Kommende.“ Conradsen und Köster gehen mit Kamera und Ton, in ihrem persönlichen Bereich, der Sache auf die Spur.

## Notiz
Produktionsnotiz (zur Sequenz Karneval der Kulturen in Berlin) von Hannelore Conradsen und Dieter Köster:
„… Der Film wechselt zwischen typischen persönlichen Verhaltensweisen und Erscheinungsbildern, z. B. beim Karneval der Kulturen in Berlin: Zuerst ist das bunte Treiben ziviler Flaneure auf der offenen Stadtstrasse zu sehen. Der Bildausschnitt zeigt nur diesen Sektor, der von Schaulustigen gesäumten Straße. Anweisungen über Megaphon sind zu hören, Gesichter zu sehen, die sich darauf konzentrieren. Rückzug, der scheinbar Ungeordneten in lockerer Formation, wenn auch (bei einigen) in unwilliger Attitüde. Aus dem Hintergrund nähern sich dem Ohr Anfeuerungsrufe, dumpfe rhythmische Klänge. Der erste Verkehrspolizist schreitet voran, über die freigemachte Straßenmitte. Ihm folgen mehrere, sich gelassen gebende, doch genau platzierte uniformierte Kollegen. Dann fahren (vermutlich durch Steinwürfe) leicht demolierte Mannschaftswagen in das Bild. Ihnen folgen gehobenere ältere Dienstränge. Die Zuschauer am Straßenrand warten wie in Reih und Glied aufgestellt. Nun die Ordnungskräfte des Veranstalters in Formation, in modischem Orange gekleidet. Sie tragen eine Kordel, grenzen so noch einmal die bereits freigemachte Wegstrecke des Umzug in Feinsicherung ab. Die mobile Zugspitze folgt, ein aufgehübschter Miniwagen, der die folkloristische Tanzgruppe anführt. Locker, fremd und ungeordnet – ordentlich tanzen sie vorbei. Eine Tänzerin bekommt einen kurzen Hustenanfall.“